# Махмуд I
Махму́д I (осман. محمود‎ / I. Mahmud; 2 августа 1696, Эдирне — 13 декабря 1754, Стамбул) — двадцать четвёртый султан Османской империи, правивший в 1730—1754 годах. Долгое правление Махмуда I, начавшееся казнью лидеров восстания, приведшего к отречению его дяди, ознаменовалось войнами с Россией, Габсбургами и Персией, а также первыми военными реформами, вдохновлёнными Западом.
Сын султана Мустафы II и его наложницы Салихи-султан, Махмуд I взошёл на престол вследствие насильственного отречения его дяди султана Ахмеда III. Подавив в следующем году мелкие восстания, Махмуд обратил внимание на продолжающуюся войну с Персией; эта война закончилась в 1736 году соглашением, которое не удовлетворило ни одну из сторон; настоящий мир с иранским шахом был заключён только в 1746 году. В период между двумя столкновениями с Персией на западном фронте в результате пограничных споров и нападения русских на Азак разразилась война с Россией и её союзником, Габсбургской империей. Последовательные османские победы убедили Россию и Габсбургов заключить мир, в результате чего османы вернули Белград по Белградскому договору, но оставили Азак России. Таким образом, османы вступили в длительный период мира на западном фронте на выгодных условиях, избегая участия в войне за австрийское наследство и не воспользовавшись беспорядками в Персии после смерти Надир-шаха.
Подавлением беспорядков в Анатолии, Дамаске и на Аравийском полуострове, а также в Стамбуле в 1740 и 1748 годах заняло вторую половину царствования Махмуда I. В этот же период Ибрагим Мутеферрика написал трактат о причинах военной слабости Османской империи, в котором он предложил реформы Петра Великого в качестве модели для реформирования османской армии. Французскому авантюристу Клоду-Александру, графу де Бонневалю, известному в империи как Ахмед-паша, было поручено реформировать корпус артиллеристов. Впервые в учебную программу корпуса были включены теоретическая и прикладная математика, а также современное военное искусство.
Правление Махмуда можно рассматривать как продолжение предыдущего периода с точки зрения культурной деятельности и строительных проектов. Достижения его правления включают создание бумажной фабрики в Ялове, восстановление имперской школы Галатасарая, строительство в стиле барокко мечети Нуруосмание и фонтана Топхане. Знаменитый район Таксим в Стамбуле был назван в честь водонапорной башни (таксим), которую султан построил для решения проблемы с водой в районах Бейоглу и Галата. Он и его окружение основали многочисленные библиотеки в Стамбуле, Белграде и Видине и продолжали увлекаться тюльпанами, поэзией и музыкой.
Несмотря на наличие нескольких жён и наложниц, Махмуд I оставался бездетным, и наследовал ему единокровный брат Осман III.

## Биография

### Шехзаде

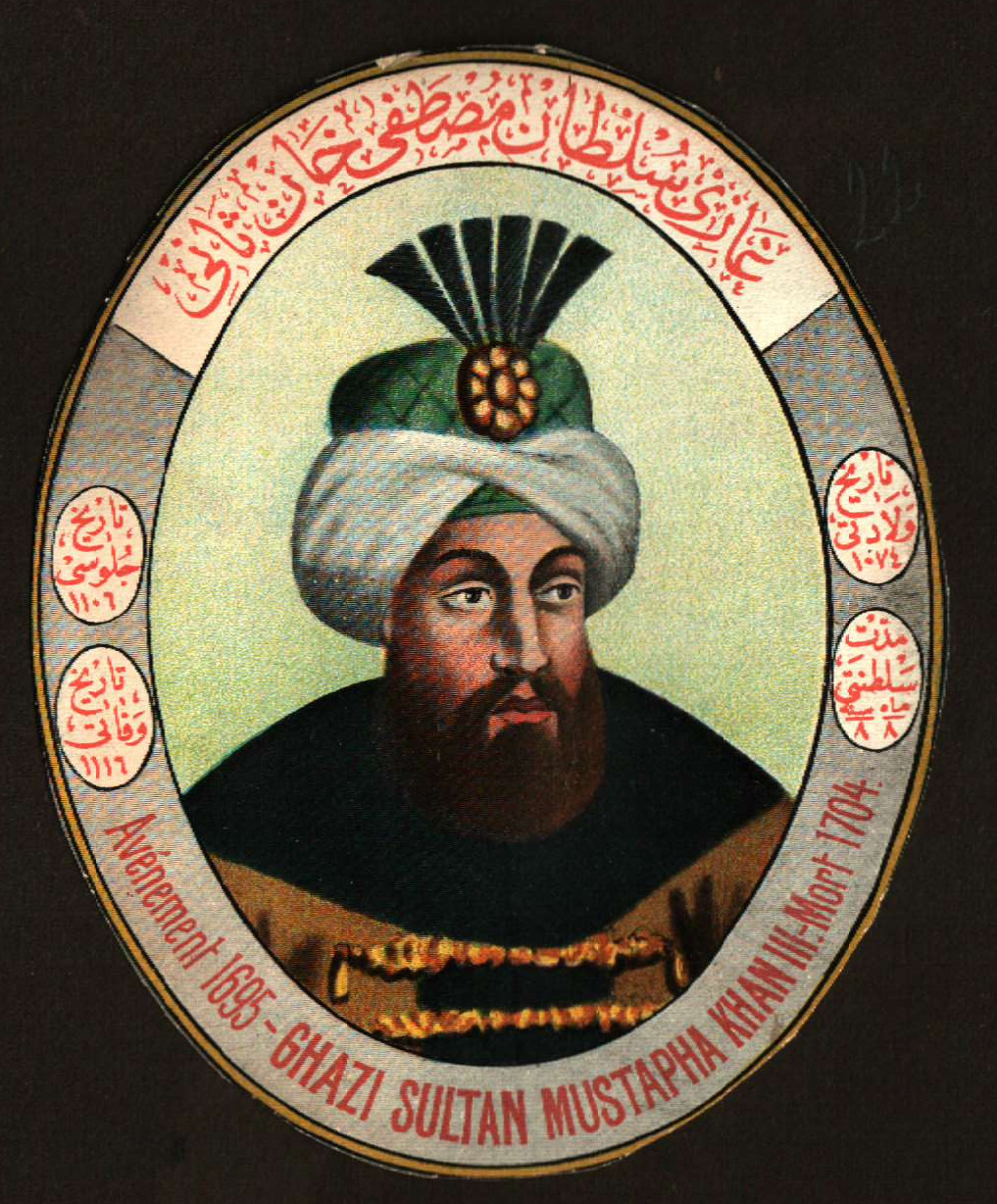
Султан Мустафа II, отец Махмуда

Махмуд появился на свет во дворце Эдирне и был старшим сыном османского султана Мустафы II от одной из его жён — Салихи Себкати-султан, гречанки по происхождению. Общепринятой датой рождения Махмуда I считается 2 августа 1696 года, однако встречаются также даты 10 апреля 1696 года и 4 октября 1696 года, которую Энтони Олдерсон в своей работе «Структура Османской династии» называет ошибочной. У Махмуда было больше 20 братьев и сестёр, однако все они приходились единокровными будущему султану.
Детские годы шехзаде Махмуд провёл в Эдирне, где и начал получать своё первое образование: к обучению шехзаде приступил 18 мая 1702 года во время торжественной церемонии, на которой присутствовал отец мальчика султан Мустафа II. Первый урок был дан самим шейх-уль-исламом Сайидом Фейзуллой-эфенди, бывшим наставником Мустафы II; дальнейшим обучением наследника занимался Ибрагим-эфенди, сын Фейзуллы.
В 1703 году отец Махмуда в результате инцидента в Эдирне отрёкся от престола в пользу полнородного брата Ахмеда и был отправлен в кафес, где и скончался спустя несколько месяцев. Самого Махмуда вместе с братьями перевезли из Эдирне в Стамбул и также поселили в кафесе. 17 апреля 1705 года состоялась тайная церемония обрезания шехзаде, в числе которых был и Махмуд.
Как и многие шехзаде, Махмуд обучался ремеслу, и в течение двадцати семи лет, проведённых в кафесе, он занимался изготовлением ювелирных изделий.

### Султан

#### Приход к власти. Патрона Халиль

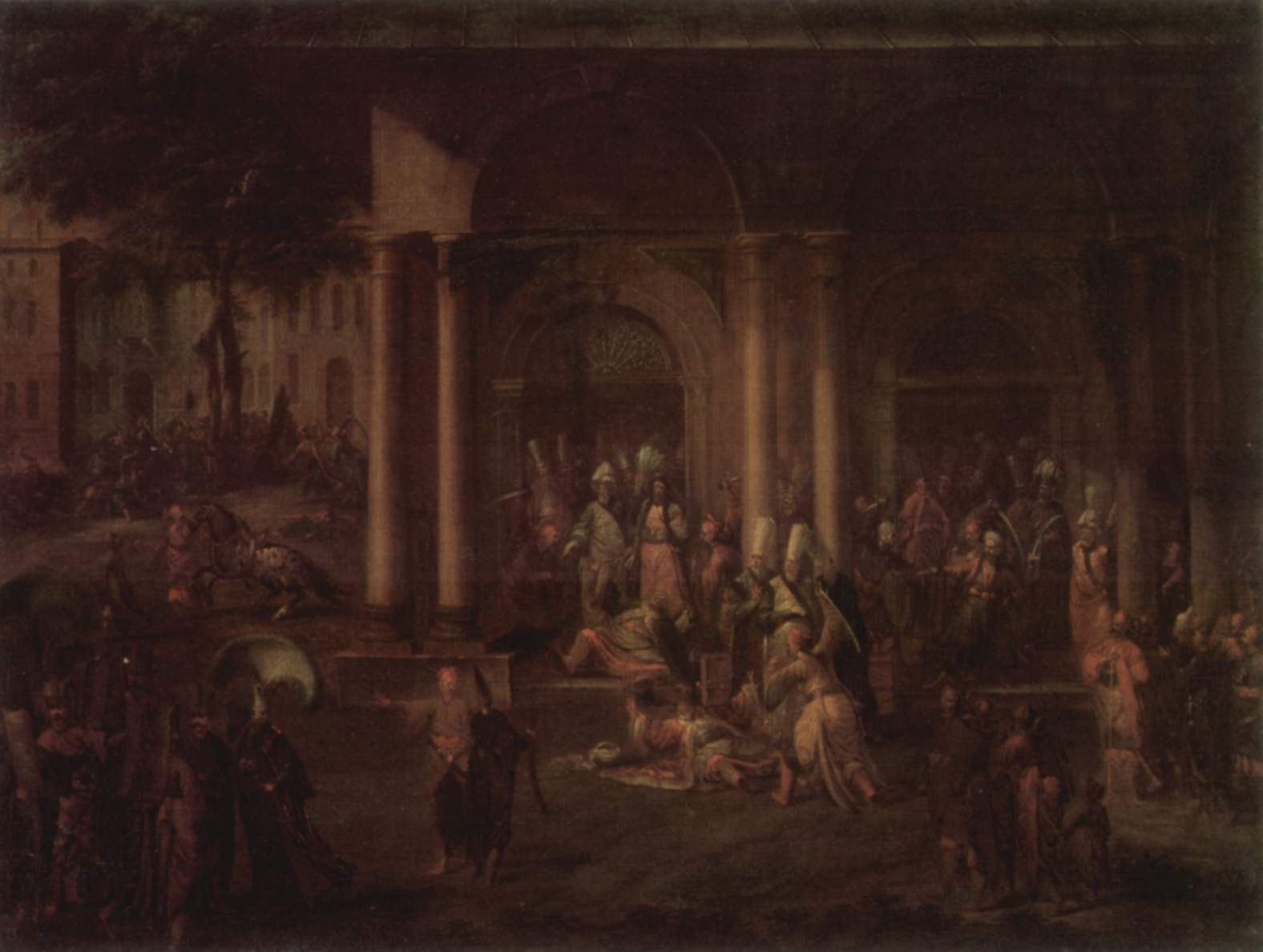
«Восстание Патрона Халиля», Жан-Батист Ванмур, ок. 1730

Махмуд I пришёл к власти в результате восстания Патрона Халиля, длившегося с 25 сентября по 2 октября 1730 года, и отречения от трона Ахмеда III; по слухам, именно Ахмед первым присягнул на верность новому султану и посоветовал племяннику взять управление государством в свои руки и не доверять никому. Согласно османисту Энтони Олдерсону, Махмуд был провозглашён султаном 1 октября 1730 года, тогда как турецкий историк Недждет Сакаоглу приводит дату 30 сентября 1730 года, а турецкий историк Абдулкадир Озджан, автор статьи о Махмуде в «Исламской энциклопедии», указывает 2 октября 1730 года.
В первые недели своего правления Махмуд I позаботился о выполнении требований лидеров повстанцев. Патрона Халиль и его последователи сами довольствовались лишь большими суммами наличных и не желали никакой государственной службы, однако они привели своих людей на высочайшие посты государства, в частности, на посты шейх-уль-ислама (Мирзазаде Шейх Мехмет-эфенди), казаскера, аги янычар и великого визиря (Силахдар Дамат Мехмед-паша). Кроме того, были отменены некоторые налоги, введённые во время правления казнённого Невшехирли Дамад Ибрагима-паши. Просьба повстанцев снести особняки в Кягытхане и Садабаде, которые были местами развлечений в эпоху тюльпанов, также была удовлетворена Махмудом I. Таким образом, государство почти перешло под опеку Патрона Халиля и управлялось из комнаты в Этмейданы, где располагалась сорок девятая община янычар. Ограничена во власти в гареме оказалась и мать Махмуда I валиде Салиха Себкати-султан, в соответствии с традицией вызванная из Старого дворца; её действия пристально контролировал второй сын Халиля, не позволявший валиде принимать решения самостоятельно.
По этим причинам султан сначала хотел избавиться от Патрона Халиля и его последователей. Через своих доверенных людей Махмуду I удалось привлечь на свою сторону высокопоставленных военных, сломить влияние Патрона Халиля, а затем полностью взяв контроль над ситуацией, пригласить его на собрание, проводимое во дворце, и устранить его. Тем временем были приняты меры против возможного восстания нескольких тысяч албанцев, выступавших за Патрона Халиля. Спустя несколько месяцев восстание всё же произошло: янычары и джебеджи пошли на дворец, однако благодаря поддержке жителей города это выступление провалилось. Янычары, а также причастные к этому событию боснийцы и албанцы, были изгнаны из Стамбула. Другая попытка восстания была сорвана 2 сентября 1731 года.

#### Внешняя политика

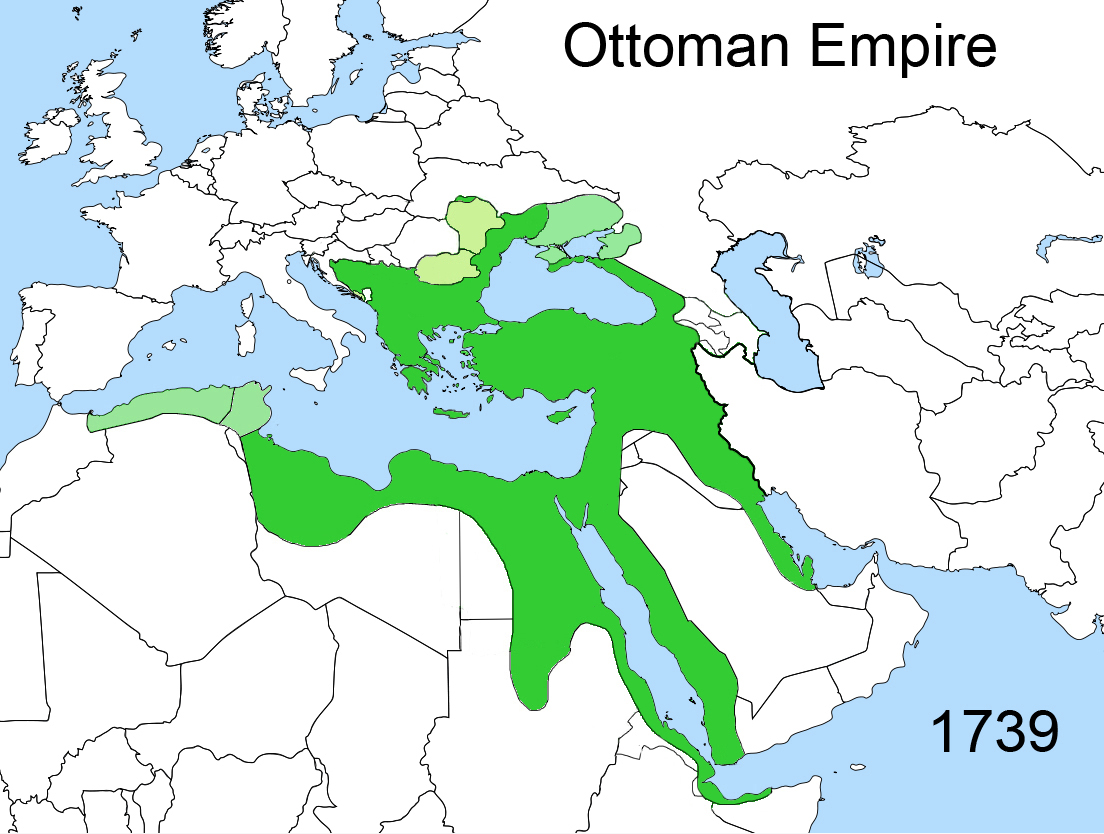
Османская империя в 1739 году. Более светлым цветом отмечены утраченные территории

После того как Махмуд I ликвидировал повстанческие отряды и полностью завладел государственным управлением, он стал решать вопросы зарубежной политики.

##### Войны с Персией (1730—1736)
К моменту восшествия на престол Махмуда обострились отношения с Ираном. Ахмад-паша, наместник Багдада, которого Махмуд назначил сераскером Востока, разбил персов 15 сентября 1731 года, а вали Ревана Хекимоглу Али-паша взял города Урмия и Тебриз. 10 января 1732 года между Ахмадом-пашой и Мухаммедом Рызой Кулы был подписан Керманшахский мирный договор, по которому Тебриз, Эрделан, Керманшах, Хамадан, Ховейзе и Лурестан принадлежали Ирану, а земли Гянджи, Тифлиса, Ревана, Ширвана, Шемахы и Дагестана — османам. Однако султан выступил против передачи персам Тебриза. Он снял со своих постов миролюбивого великого визиря Топала Османа-пашу и шейх-уль-ислама Пашмакчызаде Абдуллу-эфенди. По предложению главы чёрных евнухов Бешира-аги Хекимоглу Али-паша был назначен великим визирем, и 6 октября 1733 года Ирану была объявлена война.
В то же время Надир-шах, вернувшийся из Кандагара, также не принял это соглашение и после захвата власти в Иране напал на Киркук и осадил Багдад. Осада, длившаяся около восьми месяцев, была снята с помощью вали Эрзурума Топал Османа-паши. Затем, с отвоеванием Тебриза, Махмуду I было присвоено звание «Гази». Однако Тебриз удержать не удалось, а Багдад был осаждён. После поражения Абдуллы-паши и его захвата в плен иранским сераскером в битве при Арпачае близ Ревана в июне 1735 года Махмуд I снял с поста великого визиря Хекимоглу Али-пашу, вместо него назначил великим визирем губернатора Багдада Гюрджю Исмаила-пашу, а на его место выдвинул губернатора Ракки Хамалызаде Ахмеда-пашу. Вместе с тем султан приказал крымскому хану Каплану I Гераю немедленно отправиться в Иран через Кавказ. Однако, когда этот приказ привёл к обострению отношений с Россией, османы начали искать путей заключения мира с Ираном. На базе Касрыширинского мирного договора было заключено новое соглашение. Надир-шах, свергнувший в 1736 году Аббаса-мирзу и провозгласивший себя персидским шахом, отправил в Стамбул губернатора Керманшаха Абдулбаки-хана с предложениями признать секту Джафари, ежегодно отправлять в паломничество в Мекку персидских эмиров, обменяться пленными и создать посольства в обеих странах. Когда усилия иранского посланника не дали никаких результатов, было сочтено целесообразным урегулировать вопрос в самом Иране, и Мустафа-ага был отправлен в эту страну. В конце концов предложение принять джафаризм в качестве пятого мазхаба было отвергнуто, но в 1736 году и по этому вопросу было достигнуто соглашение при условии признания Надира шахиншахом и официального провозглашения суннизма в Иране. Тем не менее соглашение это не устроило ни одну из сторон.

##### Война с Россией (1735—1739)
Россия, совместно с Австрией завершившая в свою пользу войну за польское наследство, стала направлять войска в места, близкие к крепости Азак, одновременно строя новые замки на границах Украины и Подолья — вопреки соглашениям, заключённым с османами ранее. Русские протестовали против приказа Махмуда I о проходе крымских войск через район Кабарды на Кавказе для поддержки османских войск на иранской границе на том основании, что эти места принадлежали России, и, хотя приказ был отозван, использовали это как предлог для нападения в марте 1736 года на крепость Азак, а затем двинулись в сторону Крыма, чтобы захватить крепость Оркапы. Перед лицом русских нападений османское правительство, подстрекаемое французским послом маркизом де Вильнёвом, на заседании совета 2 мая 1736 года должно было принять решение о войне против Российской империи. Великий визирь Сейид Мехмед-паша был назначен командующим армией, опытный каптан-ы дерья Джаным Ходжа Мехмед-паша с флотом был отправлен к крымскому побережью, губернатор Трабзона Хатибзаде Яхья-паша был назначен хранителем крепости Озю (Очаков). Часть сил, сосредоточенных на иранской границе, была отправлена в Кефе, и было решено, что силы, которые ранее планировалось собрать в Боснии, должны присоединиться к армии в Бабадаге.
Посол Франции Вильнёв прилагал дипломатические усилия, чтобы не допустить вступления в войну Австрии на стороне России. С другой стороны, австрийский император Карл IV заключил соглашение с русской императрицей Анной Иоанновной и пытался задержать Блистательную Порту через своего посла в Османской империи Иоганна Михаэля фон Тальмана, чтобы завершить свои приготовления. Хотя 13 июля 1736 года русские захватили крепость Азак, Гёзлеве, Оркапы и Килбурун и разорили Бахчесарай и Акмесджид, османское правительство сохраняло надежду на мир. Игнорировались даже сообщения от хранителей Озю, Бендер и Видина о том, что Австрия готовится к войне. 16 июня 1736 года османская армия, выйдя из Стамбула, достигла Бабадага и стала ждать. Принятый Махмудом I Тальман продолжал сдерживать османское правительство. К моменту, когда было решено провести переговоры в Немирове, австрийские войска напали на османские земли с трёх сторон, тем самым начав войну.

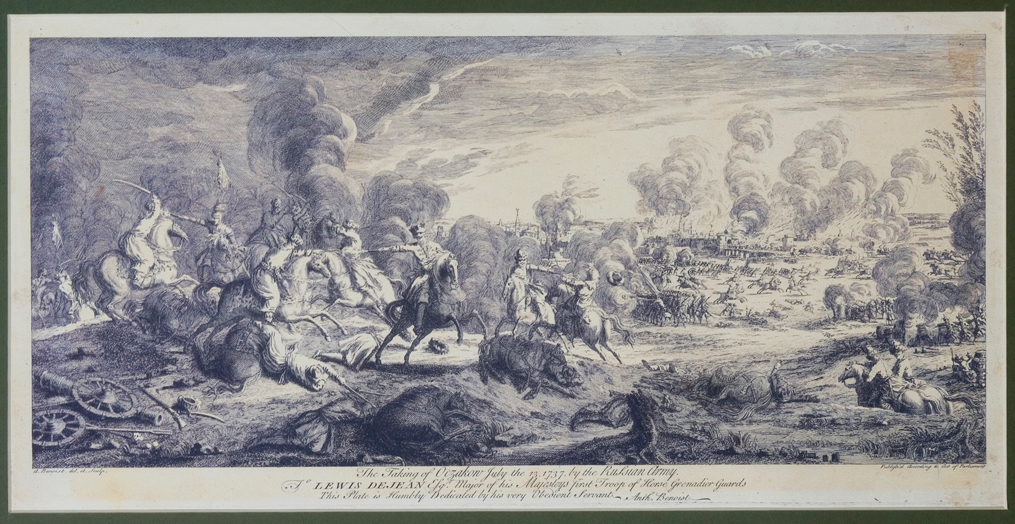
Осада русской армией турецкой крепости Озю (Очаков) в 1737 году

11 июля 1737 года, когда русские заняли Озю, австрийцы напали на Ниш, Баня-Луку и Изворник, а затем вошли в Валахию и захватили Бухарест. Махмуд I, очень расстроенный этими потерями, вновь сменил великого визиря, назначив на эту должность Мухсинзаде Абдуллу-пашу. Бейлербею Румелии Кёпрюлюзаде Хафиз Ахмеду-паше было поручено вернуть Ниш. Пока великий визирь Абдулла-паша находился в Баня-Луке, Хекимоглу Али-паша воевал в Боснии, а Иваз Мехмед-паша заставил австрийцев отступить из Видина, Хафиз Ахмед-паша вошёл в Ниш. После возвращения армии в Стамбул Махмуд I, который назначил на должность великого визиря Йеген Мехмеда-пашу, принял мирное посредничество Франции при условии, что ответственность за развязывание войны будет лежать на Австрии; при этом султан продолжил укрепление границ и сделал все приготовления, чтобы вернуть Белград. Тем временем в начале 1738 года в Текирдаге Йозеф Ракоци был назначен Махмудом I правителем Трансильвании и отправлен в эту страну. Весной 1738 года, когда османская армия двигалась к Ада-Кале и Белграду, австрийцы напали на Темешвару; близ Оршовы, Мехадие и Семендире произошли ожесточённые столкновения. Османы взяли Мехадие, осадили Оршову и Ада-Кале, пересекли Дунай и совершили набег на Темешвар. Тем временем замки Себеш и Лугож были разрушены, а 17 августа 1738 года был захвачен Ада-Кале. Затем Йеген Мехмед-паша, прибывший в Ниш, совершил отсюда набег на Белград.
На русском фронте бендерский сераскер Нуман-паша пытался отбить Озю. Русские, желавшие переправиться через Днестр, были отброшены в начале 1738 года; в это же время русский флот, пришедший в Чёрное море из Азова, был сожжён османами под командованием каптан-ы дерьи Сулеймана-паши. Между тем попытки Франции заключить мир в рамках Пассаровицкого договора не увенчались успехом, поскольку были восприняты в штыки побеждёнными союзниками. Тем временем Махмуд I снова сменил великого визиря: вместо Йеген Мехмеда-паши на пост был назначен Хаджи Иваз Мехмед-паша. Целью Иваза-паши, командовавшего армией, выступившей из Стамбула в апреле 1739 года, был Белград. В ожесточённых боях между Белградом и Хисарджиком османские войска нанесли поражение австрийцам и вернули Белград. После этого австрийское правительство потребовало мира от Османской империи. 28 сентября 1739 года было подписано соглашение на 27 лет, по которому война с Австрией была прекращена, а австрийцы отошли к северу от Дуная. С другой стороны, шведско-французское соглашение, отправка французского флота на Балтику и османо-прусское сближение встревожили русских, которые хотели войти в страну через Бессарабию. Факт подписания торгового соглашения 10 января 1737 года между Османской империей и Шведским королевством, отношения с которым у России к этому моменту значительно ухудшились, ещё больше обеспокоил русских. Несмотря на события в Европе и взятие Хотина, России пришлось заключить сепаратный мир с Османской империей 18 сентября 1739 года в связи с выходом её союзника из войны. По условиям договора крепость Азак отходила России при условии срытия укреплений, а Кабарда становилась буферной зоной.
Французскому послу Вильнёву, сыгравшему важную роль в заключении этих соглашений, удалось расширить и возобновить капитуляции в 1740 году. 4 января 1740 года был подписан оборонный договор со Швецией, а по инициативе французского посла — торговый договор с Испанией. Таким образом, между Османской империей и европейскими государствами установилось равновесие, и начался длительный период мира, который продлился вплоть до 1768 года.

##### Война с Персией (1743—1746)
Между тем деятельность Надир-шаха на востоке породила новые проблемы, а его попытки захвата части Кавказа были встречены негативной реакцией в Стамбуле. Вскоре после начала кампании шаха на Кавказе он обратился к Ахмаду-паше с просьбой сдать Багдад, а затем, в ответ на отказ Ахмеда, осадил Багдад и Киркук и в июле 1743 года захватил последний. Все эти события привели к началу новой войны Османов с Персией. Махмуд I снял Хекимоглу Али-пашу с поста великого визиря, заменив его Сейидом Хасаном-пашой, и отправил его в иранскую экспедицию. Тем временем на иранский трон появился новый претендент — Сафи Мирза, происходивший из династии Сефевидов и некоторое время находившийся на Родосе.
Военное столкновение под Карсом не дало определённого результата, и борьба за город продолжилась до 9 декабря 1744 года. Йеген Мехмед-паша, сменивший восточного сераскера Ахмада-пашу, последовал за отступающей иранской армией и нагнал её в Реване, однако его смерть 20 августа 1745 года привела к тому, что османское войско рассеялось, и Карс пал. Затем губернатор Диярбакыра Абдулла-паша совершил несколько набегов на Хамадан, поставивших в затруднительное положение Надир-шаха. Шах вынужден был отправить послание сераскеру Ахмеду-паше и губернатору Багдада Ахмаду-паше, в котором отказывался от идеи принять джафаризм в качестве пятого мазхаба, однако Мосул и Басру шах потребовал оставить под его управлением. После того как Фатх Али-хан прибыл в Стамбул и заявил, что шах искренен в своей просьбе о мире, было решено заключить соглашение, а Назиф Мустафа-эфенди сообщил об османском предложении Надир-шаху в Казвине. Было достигнуто соглашение с губернатором Багдада Ахмадом-пашой в рамках Второго Касрыширинского мирного договора (4 сентября 1746 года), согласно которому персы обязались обеспечить безопасность паломникам и путешественникам, а также состоялся обмен пленными. Знаменитый Павлиний трон и другие дары, присланные персидским шахом в знак дружбы, долгое время оставались в Багдаде из-за беспорядков, последовавших за его убийством, но во время правления Мустафы III всё же были доставлены в Стамбул.

#### Внутренняя политика
| Дата | Визирь                          |
| ---- | ------------------------------- |
| 1730 | Силахдар Дамат Мехмед-паша      |
| 1731 | Кабакулак Ибрагим-паша          |
| 1731 | Топал Осман-паша                |
| 1732 | Хекимоглу Али-паша (1-й раз)    |
| 1735 | Гюрджю Исмаил-паша              |
| 1736 | Силахдар Сейид Мехмед-паша      |
| 1737 | Мухсинзаде Абдулла-паша         |
| 1737 | Йеген Мехмед-паша               |
| 1739 | Хаджи Иваз Мехмед-паша          |
| 1740 | Нишанджы Шехла Хаджи Ахмед-паша |
| 1742 | Хекимоглу Али-паша (2-й раз)    |
| 1742 | Сейид Хасан-паша                |
| 1746 | Тирьяки Хаджи Мехмед-паша       |
| 1747 | Сейид Абдулла-паша              |
| 1750 | Дивитдар Мехмед Эмин-паша       |
| 1752 | Чорлулу Кёсе Бахир Мустафа-паша |

Султан Махмуд соблюдал строгую дисциплину в Стамбуле и принял меры для поддержания общественного порядка. Кроме того, он активно интересовался социальными проблемами, такими как женская одежда, проституция, наблюдение за торговцами и вопросы повышения цен. Издав первые указы касательно этих вопросов, Махмуд I отправил послов в Польшу, Россию и Австрию, чтобы сообщить о восшествии на османский трон нового султана.
После окончания войны с Россией обстановка внутри страны слегка накалилась, а суровые зимние условия привели к небольшому восстанию в 1740 году, но оно было легко подавлено, а стамбульские безработные были отправлены в родные города. Султан пытался установить в деревнях централизованную власть, чтобы помешать группам местных беев захватить власть и оградить народ от их гнёта; для этой цели в 1740 году был издан специальный указ, который, однако, не возымел действия. Несмотря на французские провокации, Махмуд придерживался мирной политики и не пытался воспользоваться ситуацией, когда после смерти в 1740 году императора Карла VI разразилась война за австрийское наследство. Не вмешался он и в беспорядки в Иране, возникшие после смерти в 1747 году Надир-шаха. Махмуд I отдавал предпочтение внутренним вопросам: возвышение дворцовых ага во времена главы чёрных евнухов Морали Бешира-аги, становление разбойнических кланов (в частности Сарыбейоглу, ставшего почти независимым в Айдыне) в Анатолии, наказание Сайида Фетхи в Дамаске, восстание в Стамбуле в июле 1748 года и ваххабитский вопрос в Неджде.

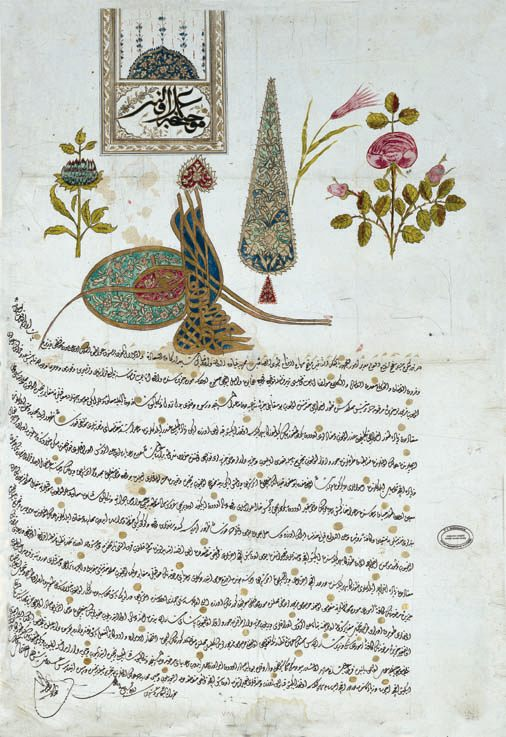
Фирман султана Махмуда I с его тугрой, выпущенный в 1741 году

Махмуд I пытался укрепить и модернизировать армию, стараясь при этом, чтобы перемены не коснулись янычарского корпуса, который султан старался контролировать, и следил за тем, чтобы янычарам регулярно выплачивалось жалованье и не возникало повода для мятежа. Он вызвал к себе Ибрагима Мутеферрику и спросил его о причинах поражения в войнах и о мерах, которые необходимо принять, таким образом, оба они сыграли важную роль в написании трактата о государственном устройстве Usûlü’l-hikem, в котором Мутеферрика предлагал реформировать армию по образцу реформ Петра I. При поддержке Махмуда обращённый в ислам француз Хумбараджи Ахмед-паша (граф Бонневаль) восстановил корпус артиллеристов Хумбараджи. Кроме того, по приказу султана в 1734 году в Ускюдаре были открыты казармы и школа Хумбарахане, отстроенные для проживания и обучения членов корпуса; этот комплекс стал первым образцом такого рода зданий, построенных в дальнейшем при Мустафе III и Селиме III. Впервые в учебную программу корпуса были включены теоретическая и прикладная математика, а также современное военное искусство. Тем временем был организован артиллерийский корпус капыкулу, получивший название корпус Топчу, и отлиты новые пушки, а в 1732 году был подготовлен новый закон о сипахах-тимариотах, который явился основой для более поздних законов.
Типография, которая была закрыта после смерти Ибрагима Мутеферрики в 1747 году, была вновь открыта по приказу Махмуда I; для работы типографии были привезены мастера из Польши, в Ялове была открыта бумажная фабрика, организован ввоз бумаги, и именно в этот период впервые стали применяться пожарные рукава. Кроме того, Махмуд и его окружение основали многочисленные библиотеки в Стамбуле, Белграде и Видине.
В период правления Махмуда финансовая ситуация оставалась относительно спокойной. В целом экономическая политика была направлена на предотвращение убытков, понесённых государством в предыдущие годы, путём введения практики осуществления финансовых расчётов по исламскому календарю. Султан, осуществлявший во время своего правления чеканку золотых, серебряных и медных монет, запретил чеканку денег в Анатолии и Румелии, но разрешил её только в отдалённом Египте, североафриканских провинциях, Багдаде и Тифлисе.

##### Строительство и благотворительность

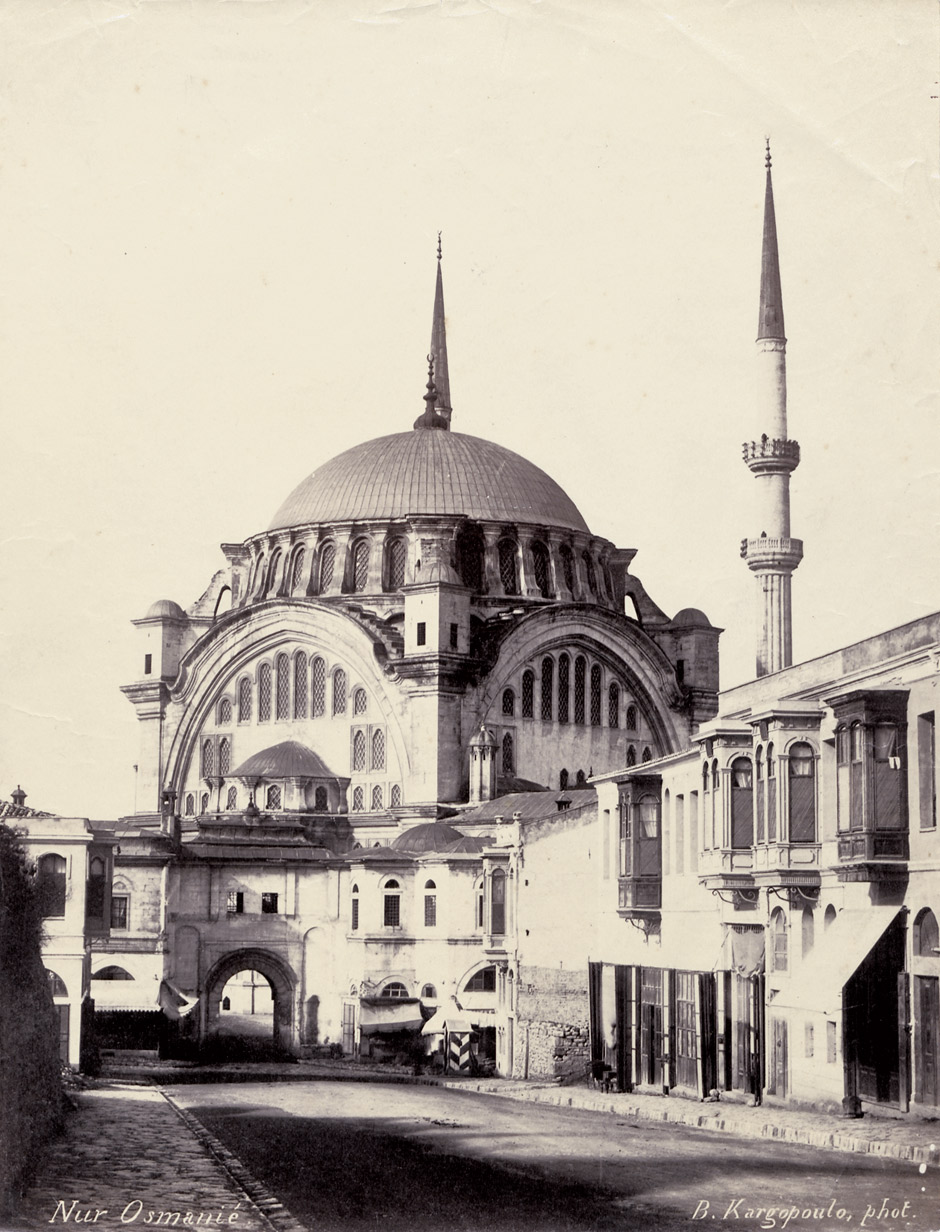
Мечеть Нуруосмание, строительство которой начал Махмуд I

Махмуд I отремонтировал все придорожные павильоны (мирие) между Стамбулом и Эдирне, работал над реконструкцией столицы и более сознательно продолжил деятельность по зонированию, начатую в эпоху тюльпанов. За свою деятельность от современников получил прозвище «муаммир-и билад» — «строитель города». Он начал строительство комплекса мечети Нуруосмание, но завершить его не успел — комплекс был закончен преемником Махмуда I Османом III и с позволения улемов получил уже имя последнего. По приказу Махмуда были отремонтированы Средние ворота на территории дворца Топкапы, от которых со временем своё название получил новый прибрежный дворец Ортакёй. Махмуд также построил здание казначейства послов в дополнение к уже имевшемуся казначейству во дворце Топкапы, а также расширил прибрежный дворцовый комплекс в Бешикташе и особняк Ялы за счёт строительства дополнительных особняков и высадки садов. Также была восстановлена имперская школа в Галатасарае. Расширение площади Топхане, ремонт склада верфи и мусорного погреба рядом с ним были выполнены во время правления этого султана.
Махмуд I стал основателем многих религиозных и иных зданий: мечети Йылдыз Деде, месджидов (малых мечетей) дома собраний Тулумбаджылар и Дефтердар Капыси, а также пирса Хаджи Кемаледдин в Румелихисаре, Арапского пирса в Бешикташе и мечетей Султан Махмуд и Кандилли в Ускюдаре. По его приказу был отремонтирован купол мечети Беязыт, восстановлена и сделана действующей Подземная мечеть — китабе с тугрой Махмуда I расположена над входом в эту мечеть.
Кроме строительства дворцов и мечетей, Махмуд занимался водными проблемами Стамбула, особенно в районах Галаты и Бейоглу: по его приказу строились плотины и каналы, по которым вода доставлялась в эти районы; кроме того, были возведены фонтан в Топхане, фонтан Салихи-султан в Азапкапы и более сотни фонтанов, выстроенных в районах Касымпаша, Тепебаши, Галата и Бешикташ. Знаменитое название микрорайона «Таксим» стало использоваться именно во время правления Махмуда из-за построенной им водонапорной башни.

### Смерть

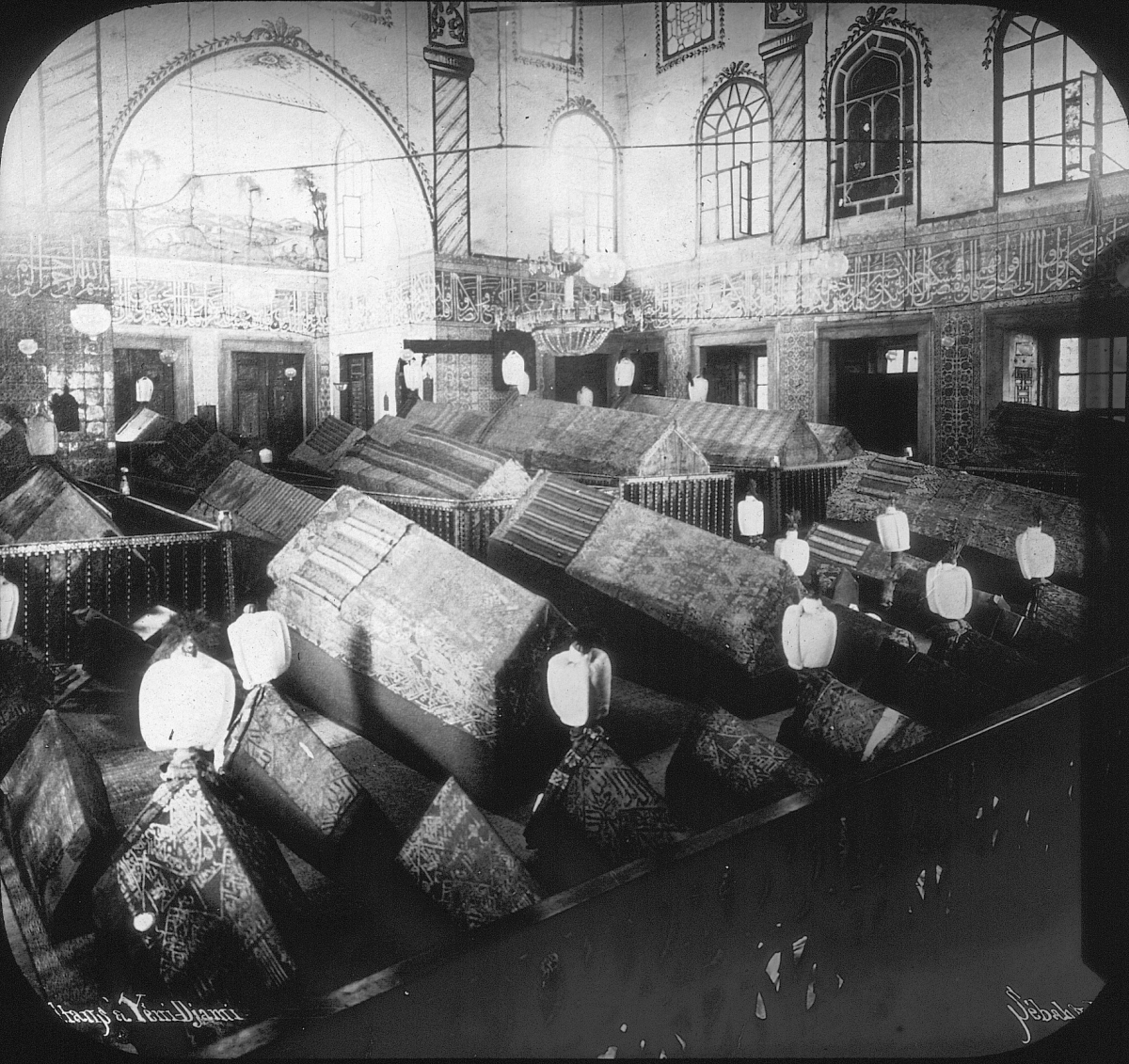
Мавзолей Турхан-султан, где похоронен Махмуд I и другие султаны. Архив Бруклинского музея, 1903 год

Махмуд I, подаривший Османской империи последний яркий период и оставивший долгий период мира своим преемникам, скончался в 1754 году, возвращаясь с пятничной молитвы, у входа в Демиркапы дворца Топкапы. Точная дата смерти в источниках разнится: Олдерсон называет датой смерти султана 14 декабря 1754 года, отмечая, что в источниках встречается вариант 9 декабря 1754 года, тогда как Сакаоглу и Озджан называют другую дату — 13 декабря 1754 года.
Махмуд планировал быть похороненным в собственной гробнице близ недостроенной мечети Нуруосмание. Однако по воле его преемника Османа III покойного султана погребли в мавзолее Турхан-султан при Новой мечети, где несколькими десятками лет ранее был похоронен отец Махмуда Мустафа II.

## Личность
Махмуд I проводил политику баланса во внешних и внутренних делах, пытаясь предотвратить внутренние беспорядки, часто меняя великого визиря и подписывая успешные соглашения во внешней политике. Он внимательно интересовался делами страны, посещал собрания Диван-и Хюмаюн и выслушивал проблемы людей.
Источники описывают Махмуда I как религиозного, умного, образованного, кроткого, сострадательного, миролюбивого, справедливого и достойного султана. Падишах писал стихи под псевдонимом «Себкати», занимался музыкой и сочинял композиции, некоторые из которых сохранились до наших дней, любил метание копья, скачки, плавание и особенно наблюдение за лунным светом. Кроме того, султан любил цветы, особенно тюльпаны, и увлекался шахматами.

## Семья
Турецкий историк Чагатай Улучай в своей книге «Жёны и дочери султанов» называет трёх наложниц со статусом жён и титулом кадын-эфенди и четверых со статусом икбал и титулом ханым-эфенди или неясным статусом. Алидженаб Кадын-эфенди, носившая лакаб «Хадже», была главной женой (башкадын-эфенди) Махмуда I и построила мектеб (начальная школа), фонтан и себиль близ мечети Фатих; она умерла вскоре после возвращения из паломничества в 1775 году и была похоронена на кладбище Новой мечети. Вердиназ Кадын-эфенди, также носившая лакаб «Хадже», была пятой или шестой женой Махмуда I, умерла в 1804 году и была похоронена в Шехзадебаши; в 1732 году Вердиназ построила мектеб и себиль близ мечети Мурата-паши в Аксарае, а также фонтан своего имени недалеко от пристани в Галате. Рами Кадын-эфенди, шестая жена Махмуда I, построила себиль на улице, ведущей к улице Акаретлер в Бешикташе, а после смерти султана вышла замуж за Ибрагим-бея. Среди икбал Улучай называет Мейясе Ханым-эфенди (башикбал), Фехми Ханым-эфенди (вторая икбал) и Сырры и Хаббабе — икбал или же калфы (служанки) Махмуда I.
Энтони Олдерсон в своей работе «Структура Османской династии» указывает шесть наложниц Махмуда I: Айше Хадже (умерла в 1746), Хатидже Рами (умерла 16 января 1780), Хатем (умерла в 1769), Разие, Тирьял (умерла в 1789) и Вердиназ (умерла 16 декабря 1804). Олдерсон сообщает, что Хатидже Рами примерно в 1755 году вышла замуж за Ибрагим-бея, сына Мустафы-паши. Он также отмечает, что дочери и их браки, приписываемые Махмуду I, на самом деле относились к предыдущим султанам, а сам султан Махмуд был бездетен.
Турецкий историк Недждет Сакаоглу в своей книге «Султанши этого имущества» указывает шестерых наложниц Махмуда I со статусом жён и титулом кадын-эфенди и пятерых со статусом икбал или неясным статусом. Первые две наложницы, Айше и Хатем, последовательно носили титул главных жён «башкадын-эфенди»; обе они указаны в «Реестре Османов» Мехмеда Сюреи-бея. Айше Кадын-эфенди (умерла в Стамбуле в 1746 году) попала в гарем нового султана в 1730-х годах; о ней известно только то, что по её заказу были построены мектеб и фонтан в квартале Чёрекчикапысы района Фатих, она, вероятно, совершила паломничество, поскольку носила лакаб «Хадже» (от тур. hace — «паломник») и, если дата её смерти верна, Айше была единственной женщиной Махмуда I, которую он пережил. Сведения о Хатем Кадын-эфенди (умерла в Стамбуле в 1769 году) появляются после смерти Айше; о ней известно только то, что с позволения правившего тогда султана Мустафы III она была похоронена на кладбище при мечети Аязма, и, согласно надписи на могиле, её называли «Ханым-кадын». Следующей наложницей Махмуда I Сакаоглу называет Алидженаб Кадын-эфенди (умерла в 1775 году), однако он выдвигает версию, что Хадже Айше и Алидженаб могли быть одним и тем же человеком; версия эта основывается на том факте, что и Айше, и Алидженаб совершили хадж, построили мектеб и фонтан в Фатихе, а также носили титул главной жены — башкадын-эфенди. Против этой версии говорит разная дата смерти женщин. Алидженаб, помимо строительства, после смерти супруга организовала благотворительный фонд, пожертвовав ему имущество в Сыгле и Айдыне. Она была похоронена в мавзолее Джедит-Хаватин, расположенном в саду Новой мечети. Сакаоглу отмечает, что Алидженаб нет ни в «Реестре Османов» Сюреи, ни в «Структуре Османской династии» Олдерсона, а существование её подтверждается только документами созданного ею вакфа. Вердиназ Кадын-эфенди (умерла 16 декабря 1804), также известная как «Хаджи Вердиназ» и «Хаджи-хатун», была четвёртой женой султана, и, судя по тому, что она пережила мужа на 50 лет, она попала в гарем в конце правления Махмуда. Вердиназ создала благотворительный фонд, на средства которого были построены двойной фонтан (себиль-чешме) Хаджи-хатун, мектеб и ещё один двойной фонтан близ мечети Мурата-паши в Аксарае, а также фонтан близ пристани в Галате, для строительства которого была пожертвована деревня в Чаталдже. Вердиназ была похоронена в Шехзадебаши. Хатидже Рами Кадын-эфенди (умерла 16 января 1780) была шестой женой султана. Она построила пешеходный мост и хаммам в Бешикташе, а также мектеб и двойной фонтан напротив кухни старого дворца в Бешикташе в начале улицы Акаретлер. Через год после смерти Махмуда I Хатидже Рами вышла замуж за Мустафапашазе Ибрагим-бея и поселилась с ним в Бешикташе. Последней наложницей Махмуда I, носившей титул кадын-эфенди, Сакаоглу называет Тирьял Кадын-эфенди (умерла в 1785). Сакаоглу отмечает, что Олдерсон указывает другую дату смерти — 1789 год, а Сюрея называет её икбал султана. Сакаоглу предполагает, что Тирьял была шестой женой Махмуда I, и, основываясь на захоронении в мавзолее Джедит-Хаватин, делает вывод, что свои дни она окончила как вдова султана в Старом дворце; кроме того, он пишет, что Тирьял из-за её авторитета в дворцовых кругах называли «мехд-и улья-и сани» — второй валиде-султан. Далее Сакаоглу приводит имена двух икбал Махмуда, Мейясе Ханым-эфенди (главная икбал) и Фехми Ханым-эфенди (вторая икбал), а также двух наложниц, Сырры и Хаббабе, которые были либо икбал Махмуда, либо его хазнедар-уста (казначеями), и Разие, чей статус неясен, но она присутствует в списке наложниц Махмуда в «Структуре Османской династии» Олдерсона.

## Комментарии
1. ↑  Согласно Олдерсону, Махмуд получил прозвище «Камбу́р» (от тур. kambur — горбатый)[1]. Актепе и Леви, авторы статьи о Махмуде I в «Энциклопедии ислама», указывают лакабом султана «Гази», а махласом (литературным псевдонимом) — «Сабкати́»[2]. По махласу Махмуда I получила лакаб «Себкати́» и его мать Салиха-султан[3].
2. ↑  В турецкой историографии обострение отношений между Османской империей и Сефевидским государством в 1730—1736 годах рассматривается как два отдельных конфликта: Османо-иранская война (1730—1732)[англ.] и Османо-иранская война (1735—1736)[англ.].
3. ↑  Ни одна из этих построек не сохранилась до наших дней[28].